# Tony Sheridan
Tony Sheridan (Norwich, Norfolk, Inglaterra, 21 de mayo de 1940 – Hamburgo, Alemania, 16 de febrero de 2013), fue un músico británico que colaboró con artistas como The Beatles, AC/DC, Charly García y Elvis Presley.

## Biografía
Nació en Inglaterra, de padres irlandeses, Tony Sheridan creció en una casa fuertemente influida por la música clásica, aprendió a tocar el violín a una temprana edad. Dejó su escuela de gramática para estudiar artes, y cambió su violín por una guitarra. En 1956 formó su
primer grupo, visitando Londres a finales de 1957 y finalmente se mudó al Soho en 1958. Después de eso se convirtió en músico de sesión acompañando a artistas como Conway Twitty, Gene Vincent y Eddie Cochran, en 1958 tocó la guitarra solista con los Vince Taylor and The Playboys.
En junio de 1960 Tony and the Jets fueron a Hamburgo, para presentarse en el “Kaiserkeller”. Poco tiempo después Sheridan empezó a presentarse en el Top Ten Club. Aquí estaba acompañado por varios grupos como Gerry and the Pacemakers y The Beatles con los que vivió algún tiempo, durante el cual Paul, John y George aprendieron mucho, y por eso nombraron a Tony Sheridan "teacher".
Invitado por el productor Bert Kaempfert al estudio, Tony Sheridan y The Beatles grabaron algunas canciones para Polydor. En su regreso a Inglaterra , Ringo Starr entró en la banda de Tony, Ringo ganó mucha experiencia para después entrar en The Beatles. Después de esto Tony Sheridan grabó más canciones para Polydor y aceptó una gira por Australia.
En Sídney visitó a la familia de su saxofonista Alex Young. El menor de los hermanos Young le demostró a Tony como tocaba la guitarra, tiempo después los hermanos Young se convirtieron en AC/DC.
En un momento a mediados de los sesenta, su estilo musical sufrió una transformación abrupta, se alejó del rock and roll y llegó un blues o el jazz más orientado. A pesar de que estas grabaciones fueron elogiadas por algunos, muchos fanes de sus primeros trabajos se sintieron decepcionados. Este cambio se hizo evidente en su álbum de 1964 Just A Little Bit Of Tony Sheridan en donde se muestra un estilo parecido al jazz en lugar de rock.
En 1967, Sheridan se había desilusionado con su fama creada por The Beatles. Al estar más preocupado por la guerra de Vietnam, acordó llevar a cabo un concierto para las tropas aliadas. Mientras en Vietnam sin embargo, su banda fue atacada a balazos y uno de los miembros fue asesinado. La agencia Reuters llegó a informar que Sheridan había muerto.[cita requerida]. 
En la década de 1970, dirigió un programa de radio en la Alemania Occidental de la música blues, el cual fue bien recibido. En 1978, el Star Club fue reabierto, y realizó un concierto junto con la TCB Band.
El 13 de agosto de 2002, lanzó Vagabond, una colección en gran parte de material propio, pero también se incluyó una nueva versión de Skinny Minnie, una canción que había grabado años antes en su primer álbum. Ese mismo año Tony tocó la guitarra y cantó para el músico de rock argentino Charly García en su tema «I'm not in love», del clásico álbum de García Influencia.
En el momento de su fallecimiento en 2013 residía en Seestermühe, un pueblo al norte de Hamburgo. Además de la música, le interesaban la heráldica y el diseño de escudos.

## Discografía
- 1961: My Bonnie con The Beat Brothers
- 1964: Just A Little Bit of Tony Sheridan con The Big Six
- 1964: "Ain't She Sweet" con The Beatles, grabado en 1961
- 1965: My Babe con The Big Six
- 1966: Meet The Beat
- 1974: Live in Berlín '73
- 1976: On My Mind
- 1984: Novus
- 1986: Ich lieb Dich so'
- 1994: Here & Now!
- 1996: Tony Sheridan & The Beat Brothers Live And Dangerous
- 2001: Fab Four Collection
- 2002: Vagabond
- 2002: Influencia
- 2004: Chantal Meets Tony Sheridan
- 2008: ...And So It Goes